# Лазар Дунђерски
Лазар Дунђерски (Сентомаш, 25. март 1833 — Србобран, 13. јул 1917) био је српски трговац, велепоседник, индустријалац и добротвор.

## Биографија
Породица Дунђерски важила је за најугледнију и најимућнију у Бачкој, а можда и у целој Војводини. Лазар је био трећи, најмлађи син богатог економисте и поседника Гедеона „Геце“ Дунђерског и Персиде Дунђерски, рођ. Летић. Имао је два брата, Александра и Новака и сестру, удату за свештеника Тодоровића у Пивницама. Новаков син Стеван имао је 1.000 јутара земље одузетих после Другог светског рата.
Лазар је завршио српску основну школу у месту рођења, а потом прва три разреда гимназије у Врбасу. Школовање, прекинуто Мађарском револуцијом 1848. године, наставио је у Карловцима, а затим више разреде (филозофију) у Пожуну, где је и матурирао 1853. године. Студије права у Бечу, после непуних годину дана, напустио је због болести, у двадесетој години живота и посветио се привреди.
Оженио се Софијом Ђорђевић (1831–1920), ћерком пароха у Сентомашу, са којом је имао двојицу синова, Гедеона „Геду“ (1875–1939) и Ђорђа „Ђоку“ (1873–1950) и ћерке Јелену „Ленку“ (1870–1895), Емилију „Милку“ и Олгу.
На србобранском православном гробљу подигао је 1884-1886. године породичну капелу са костурницом. Капелу су украсили уметници Стева Тодоровић и Марковић из Београда. Дрворез иконостаса и остале столарије радио је Киснер из Новог Сада. У капели су прво пренете кости старог Гедеона Дунђерског, познатог као "Деда Геца". Ту је 1895. године сахрањена и девојка Ленка Дунђерски.
Преминуо је 1917. године у 84. години живота у Новом Саду.

## Привредно дело
Започео је да ради с капиталом од 240 ланаца оранице у Сентомашу. За кратко време купио је спахилук Црну Бару у Банату, потом велики спахилука са индустријским предузећима у Чибу у Бачкој, спахилук Камендин у Новом Саду, спахилук у Хајдучици, Чибу и Кирти, затим Кулпин, Турски Бечеј и велики број спахилука у пештанској жупанији. Подигао је две пиваре - у Чибу (1892, Пивара Челарево) и Великом Бечкереку (1878), две фабрике шпиритуса - у Чибу и Сентомашу, два млина - у Новом Саду и Инђији и откупио је 1902. године ћилимару - "Српску фабрику тепиха" у Великом Бечкереку. Купио је 1873. године велику гостионицу "Код царице Јелисавете" у Новом Саду (за 109.000 ф.)
Држао је по неколико хиљада ланаца земље под најмом (Модош у Банату, Сириг, Бачалмаш), узгајао је свиње, марву и овце. Био је највећи економ и један од највећих трговаца храном и стоком у бившој Угарској. Имао је бродове на Дунаву, Тиси и Бегеју, који су транспортовали храну. Проширио је свој рад и имање и у Босну и Србију. Поседовао је велики број привредних и индустријских предузећа, кречана, трговину кожом и вуном.

## Утицај
Представљао је „сиву еминенцију“ Либералне странке, групе интелектуалаца окупљене око политичког програма Светозара Милетића, која је настала после распада Народне странке. Био је члан Управног одбора Матице српске. Оснивач је и помагач великог броја индустријских и привредних предузећа. За његово име везано је оснивање више српских новчаних завода: Централног кредитног завода у Новом Саду, Српске банке у Загребу, Опште привредне банке у Сомбору, Прве сентомашке штедионице у Србобрану итд. Био је председник Српске банке у Загребу и почасни члан Новосадске трговачке омладине. Био је члан Патроната Привредникових добротвора од самог почетка. Био је члан Управе Матице српске у Новом Саду и претплатник многих књига, међу којима и оних Српске књижевне задруге у Београду. За време балканских ратова дао је велики прилог Српском друштву Црвеног крста у краљевини Србији.

## Донације
За Саборну цркву у Новом Саду, супружници Лазар и Софија Дунђерски су купили велико звоно тешко 2666 килограма. Звоно је током Првог светског рата скинуто да би било преливено у топове аустроугарске. Подигао је 1895. године у Новом Саду нову зграду позоришта, након што је претходна изгорела у пожару. То "Дунђерсково позориште" "никло" је у дворишту његовог хотела "Код царице Јелисавете" у Новом Саду, и поклонио га Друштву за Српско народно позориште. Свечано отварање зграде новосадског позоришта уприличено је 4. фебруара 1895. године.
Након смрти кћерке љубимице Ленке (1895), Лаза се много више окренуо хуманитарном раду. Тако је 1896. године дао прилог од 5000 ф. за "Фонд Св. Саве". У исто време, одвојио је и 1000 ф. за Фонд српске новосадске гимназије - "као спомен на своју рано преминулу кћерку Ленку". Захваљујући средствима која је поклонио (380.000 круна), 1898. године је подигнута троспратна зграда дома Српског девојачког васпитавалишта у Будимпешти - Просветни храм Св. Мајке Ангелине - „Ангелинеум“. Зграда се налазила у пештанској главној улици. Дунђерски је саставио "Основно писмо" за ту своју задужбину, које је публиковано 1905. године. Приложио је он 50.000 круна будимпештанском санаторијуму краљице Јелисавете, за туберкулозне болеснике, а током балканских ратова Црвеном крсту у Србији и Црној Гори 30.000 круна. Као велики патриота и донатор Српском привредном друштву Привредник је поклонио 100.000 круна. Приложио је 1902. године 1000 к за Српски девојачки интернат у Загребу. Била је то његова накнада, као члана Управног одбора Српске банке у Загребу. Помогао је Српски учитељски конвикт у Новом Саду 1913. године, са 1000 к прилога.